# 新托里什
新托里什 （葡萄牙語：Torres Novas）是葡萄牙圣塔伦区的一个自治市，位中部大区。该市人口约为36717人（根据2011年的人口普查），市中心约有1.5万居民，面积仅为270平方（100平方英里）。

## 历史

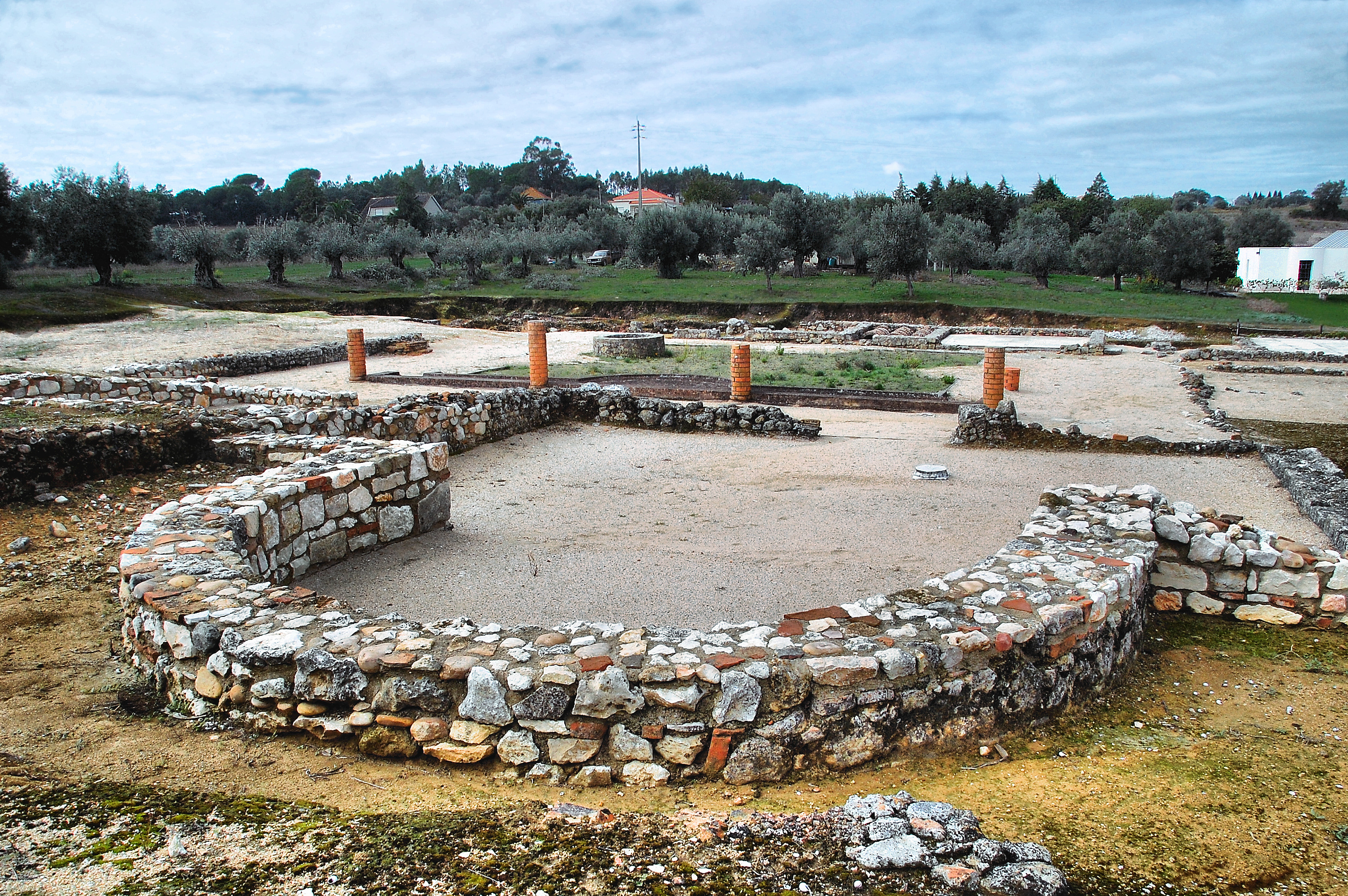
罗马卡迪里奥别墅遗址

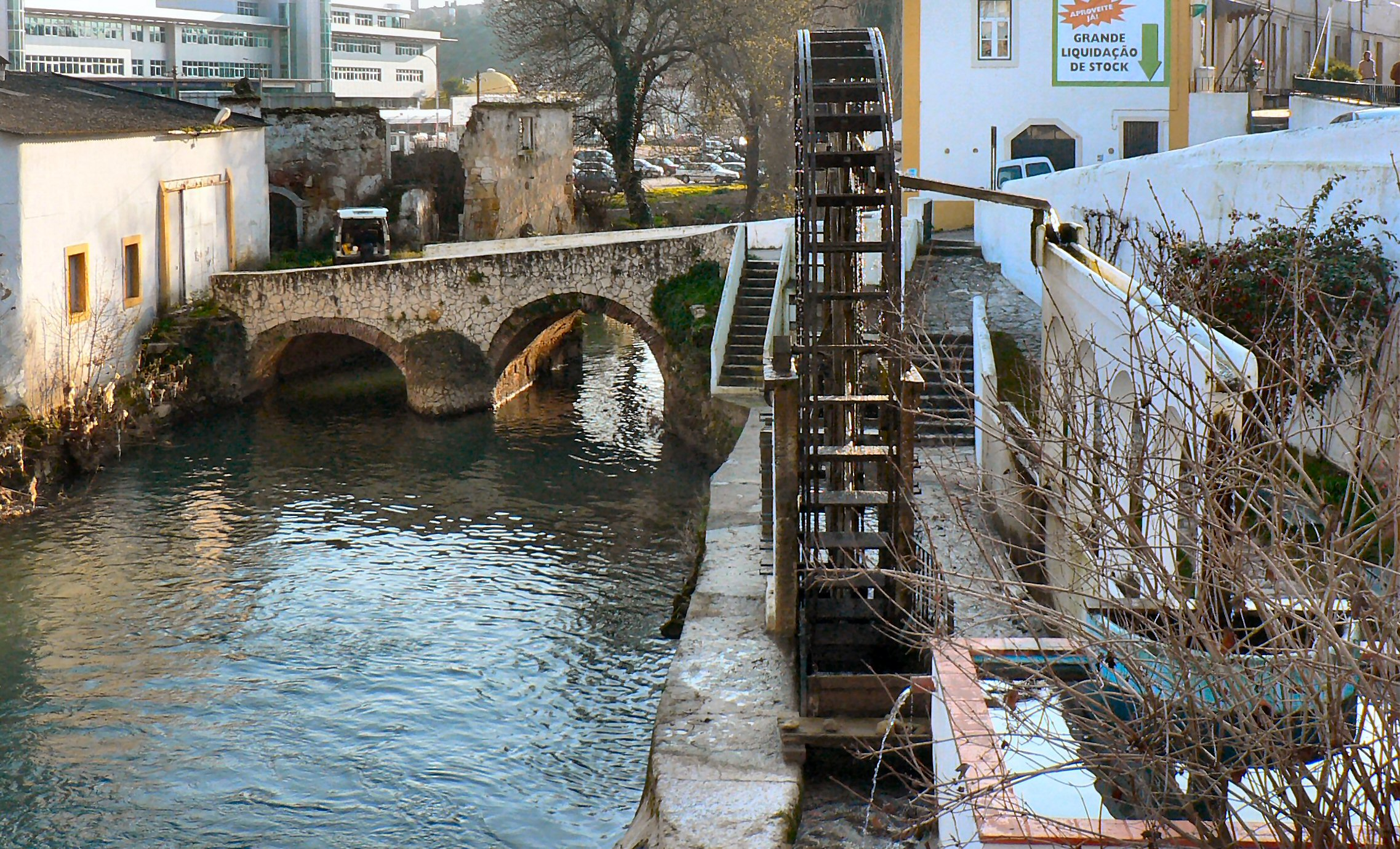
阿蒙达河上的罗马风格的桥和水车

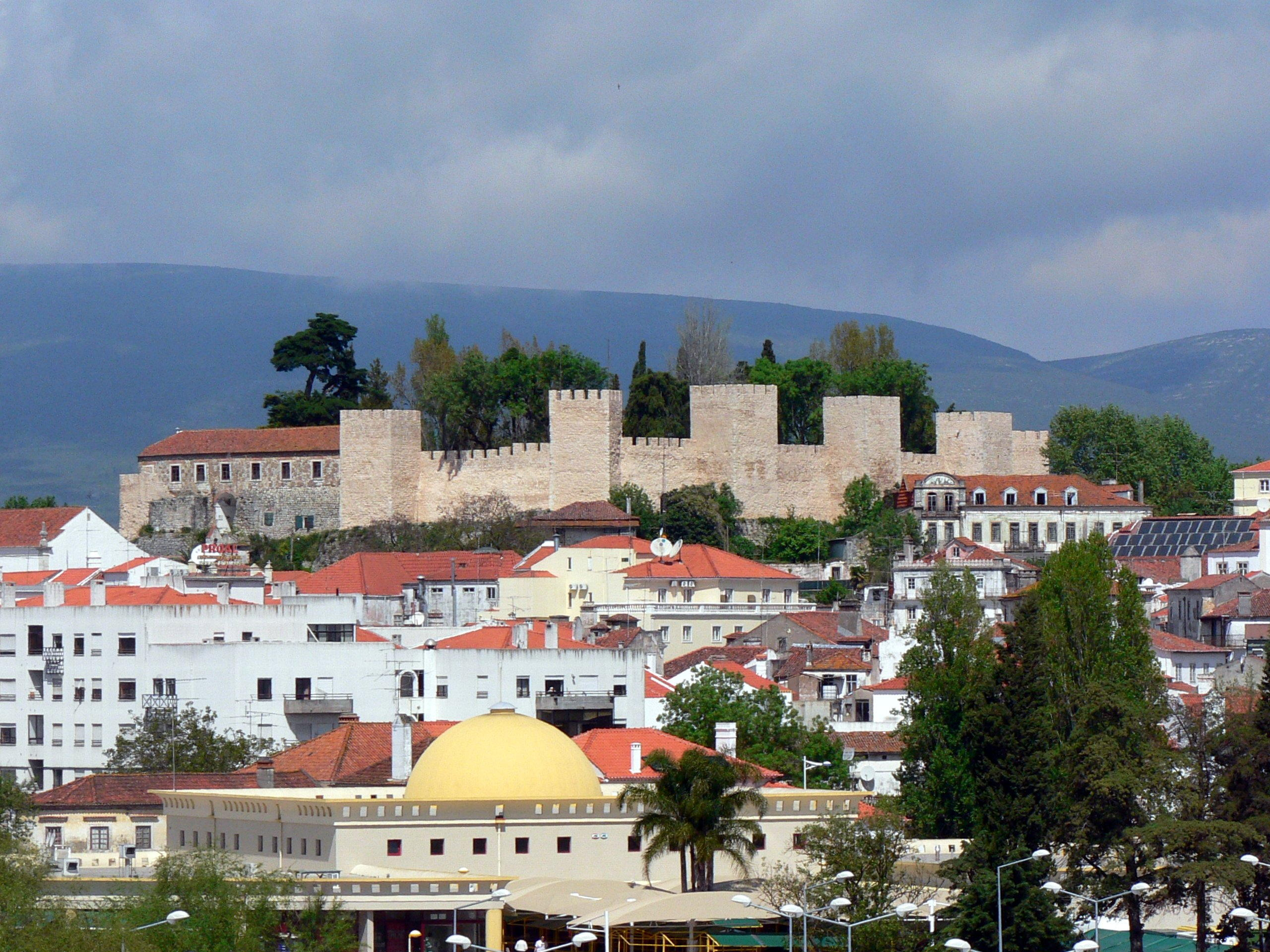
新托里什的历史城堡

葡萄牙最早的人类活动的迹象是2017年在阿罗埃拉洞穴发现的40万年前的头骨。
新托里什的领土早在阿尔蒙达河喀斯特网边缘的地区就有人定居，例如在布拉卡达穆拉、布拉卡达奥利维拉和拉帕达布加勒拉的洞穴就发现过人类定居点。
在罗马人占领之前的原始时期，该地区存在着各种各样的别墅。比如说卡迪里奥别墅，就是一个罗马人的定居点，是在公元一世纪或二世纪被罗马人占领的。除了阿维塔，考古学家还发现了彩色马赛克、硬币、雕塑和拉丁碑文，其中有一个碑文上刻有对托里什别墅的恰当描述，这一表达与新托里什这一地名的起源有关。
12世纪，随着1148年忠诚于摩尔人的军队被驱逐，这个被称为托里的地区开始发展到它今天的实际边界。市政当局的建立归功于1190年10月1日由桑乔一世国王发布的圣旨。
当时，这座城堡已经是一片废墟，斐迪南一世国王重建了它，以在伊比利亚战争期间阻止卡斯提尔人的军队。
在中世纪，该地区的人口和经济都在增长，1263年，该地区获得了特许集市权。
新托里什的土地在1304年成为葡萄牙的伊莎贝尔的领地，她丈夫是迪尼什一世国王。在接下来的几年里，新托里什是科尔特斯会议的会聚点，也是葡萄牙王国历史上的重大历史事件发生地点，如国王费尔南多一世和国王若昂一世的孩子比阿特丽斯亲王和恩里克亲王的婚礼、阿丰索五世在位期间，阿拉贡的利奥诺女王（因爱德华一世国王去世摄政以及科尔特斯的决定，他们间或聚集在新托里什，管理王国的事务）。
15世纪上半叶，在葡萄牙曼努埃尔一世统治期间，阿维斯的伊莎贝尔成为了受赠人。
在接下来的十年里，兰开斯特的约翰和阿威罗公爵被授予第一任托雷斯·诺瓦斯侯爵的头衔（这两个头衔都在1759年被废除，原因是约瑟夫一世企图弑君，与约瑟·马斯卡伦哈斯有关联）。这位君主在这次未遂暗杀中幸免于难。

## 友好城市
- 法國 朗布依埃

## 外部連結
- Torres Novas: Town Hall official website （页面存档备份，存于）
- Flickr.com: Photos from Torres Novas （页面存档备份，存于）